# Noorwegen op het Eurovisiesongfestival 1975
Noorwegen nam deel aan het Eurovisiesongfestival 1975 in Stockholm (Zweden). Het was de 15de keer dat Noorwegen deelnam aan het Eurovisiesongfestival. NRK was verantwoordelijk voor de Noorse bijdrage voor de editie van 2007.

## Selectieprocedure
Melodi Grand Prix 1975 was het televisieprogramma waarin de Noorse kandidaat werd gekozen voor het Eurovisiesongfestival 1975.
De MGP werd georganiseerd in de studio's van de NRK, de nationale omroep van Noorwegen. Vijf liedjes deden mee in deze finale. Elk lied werd 2 maal gezongen, 1 keer kleinschalig en 1 keer met een groot orkest. De winnaar werd verkozen door een 10-koppige jury. Uiteindelijk won Ellen Nikolaysen met Det Skulle ha vaert sommer na, maar dit werd voor het festival vertaald in het Engels naar: "Touch my life (with summer)".
| Startplaats | Combo                    | Orkest            | Lied                           | Punten | Plaats |
| ----------- | ------------------------ | ----------------- | ------------------------------ | ------ | ------ |
| 1           | Øystein Sunde            | Benny Borg        | "En enkel sang"                | 30     | 3      |
| 2           | Stein Ingebrigtsen       | Ellen Nikolaysen  | "Det skulle ha vært sommer nå" | 39     | 1      |
| 3           | Maj-Britt Andersen       | Anne-Karine Strøm | "1+1=2"                        | 23     | 4      |
| 4           | Jahn Teigen              | Jan Høiland       | "Kjærlighetens under"          | 32     | 2      |
| 5           | Brit Elisabeth Haagensli | Gro Anita Schønn  | "Ah, du gjør meg så glad"      | 16     | 5      |

## In Stockholm
In Stockholm moest Nikolaysen optreden als 6de, net na Luxemburg en voor Zwitserland. Na de stemming bleek dat Noorwegen op de 18de plaats was geëindigd met slechts 11 punten.

### Gekregen punten

#### Finale
| 12 punten | 10 punten | 8 punten | 7 punten             | 6 punten |
| --------- | --------- | -------- | -------------------- | -------- |
|           |           |          | - Italië             |          |
| 5 punten  | 4 punten  | 3 punten | 2 punten             | 1 punt   |
|           |           |          | - Nederland - Monaco |          |

### Punten gegeven door Noorwegen

#### Finale
Punten gegeven in de finale:
| 12 punten | Nederland           |
| 10 punten | Finland             |
| 8 punten  | Zweden              |
| 7 punten  | Verenigd Koninkrijk |
| 6 punten  | Italië              |
| 5 punten  | Israël              |
| 4 punten  | Ierland             |
| 3 punten  | Spanje              |
| 2 punten  | Malta               |
| 1 punt    | Zwitserland         |

1960 · 1961 · 1962 · 1963 · 1964 · 1965 · 1966 · 1967 · 1968 · 1969 · 1970 · 1971 · 1972 · 1973 · 1974 · 1975 · 1976 · 1977 · 1978 · 1979 · 1980 · 1981 · 1982 · 1983 · 1984 · 1985 · 1986 · 1987 · 1988 · 1989 · 1990 · 1991 · 1992 · 1993 · 1994 · 1995 · 1996 · 1997 · 1998 · 1999 · 2000 · 2001 · 2002 · 2003 · 2004 · 2005 · 2006 · 2007 · 2008 · 2009 · 2010 · 2011 · 2012 · 2013 · 2014 · 2015 · 2016 · 2017 · 2018 · 2019 · 2020 · 2021 · 2022 · 2023 · 2024 · 2025